# تفجيرات بغداد (27 أكتوبر 2003)
تفجيرات بغداد هي سلسلة من التفجيرات الانتحارية بسيارات مفخخة حدثت في 27 أكتوبر 2003، استهدفت مقر الصليب الأحمر الدولي وأربعة مراكز شرطة عراقية في بغداد. أسفرت الهجمات عن مقتل 34 شخصاً وإصابة 224 آخرين.

## وقائع التفجيرات
بدأت التفجيرات في حوالي الساعة 8:30 صباحًا. حدثت جميعها في غضون 45 دقيقة تقريبًا، وكانت مُقررة أيضًا لتكون في أول أيام شهر رمضان. قُتل أربعة من منفذي التفجيرات الانتحارية، حاول الخامس والسادس، وهما من الجنسية السورية، تفجير مركز الشرطة الرابع، إلا أن خطتهما لم تنجح بعد فشل سيارتهما في الانفجار، قُتل أحدهما وأصيب الآخر بجروح وتم اعتقاله على يد الشرطة العراقية، استخدم السوريان قنبلة يدوية، مما أدى إلى إصابة أحدهما بجروح إلى جانب أحد الضباط.

## ردود الفعل
- أعلن رئيس بعثة اللجنة الدولية للصليب الأحمر، بيير غاسمان عن بدء إجلاء موظفي اللجنة الدوليين من العراق بعد التفجير الذي استهدف مقرها في بغداد، وأشار إلى أن اللجنة ستجتمع لتحديد كيفية مواصلة العمل مع الموظفين العراقيين.
- أدانت المتحدثة باسم اللجنة الدولية للصليب الأحمر، أنطونيلا نوتاري بشدة التفجير ووصفته بأنه "عمل سخيف". أكدت أن اللجنة ستراجع الوضع في ضوء هذا التطور ولكنها تدرك أهمية تواجدها في العراق.
- وصف الرئيس الأميركي جورج بوش منفذي الهجمات بأنهم "قتلة متوحشون" ودعا إلى التعاون مع الشعب العراقي لملاحقتهم وإلقاء القبض عليهم.
- استنكر رئيس الوزراء البريطاني توني بلير الهجمات بشدة واصفاً إياها بأنها "عمل إرهابي فظيع" نفذه أعداء الشعب العراقي.[6]

## وصلات خارجية
- 40 قتيل و200 جريح في سلسلة تفجيرات ببغداد، 27 أكتوبر 2003
- الخلفية: الهجمات في العراق ، PBS NewsHour، 27 أكتوبر 2003
- الهجمات في العراق، PBS NewsHour، 27 أكتوبر 2003
- يوم دموي في بغداد، مقتل العشرات في تفجيرات سيارات مفخخة، سي إن إن، 27 أكتوبر 2003